# Cuddura

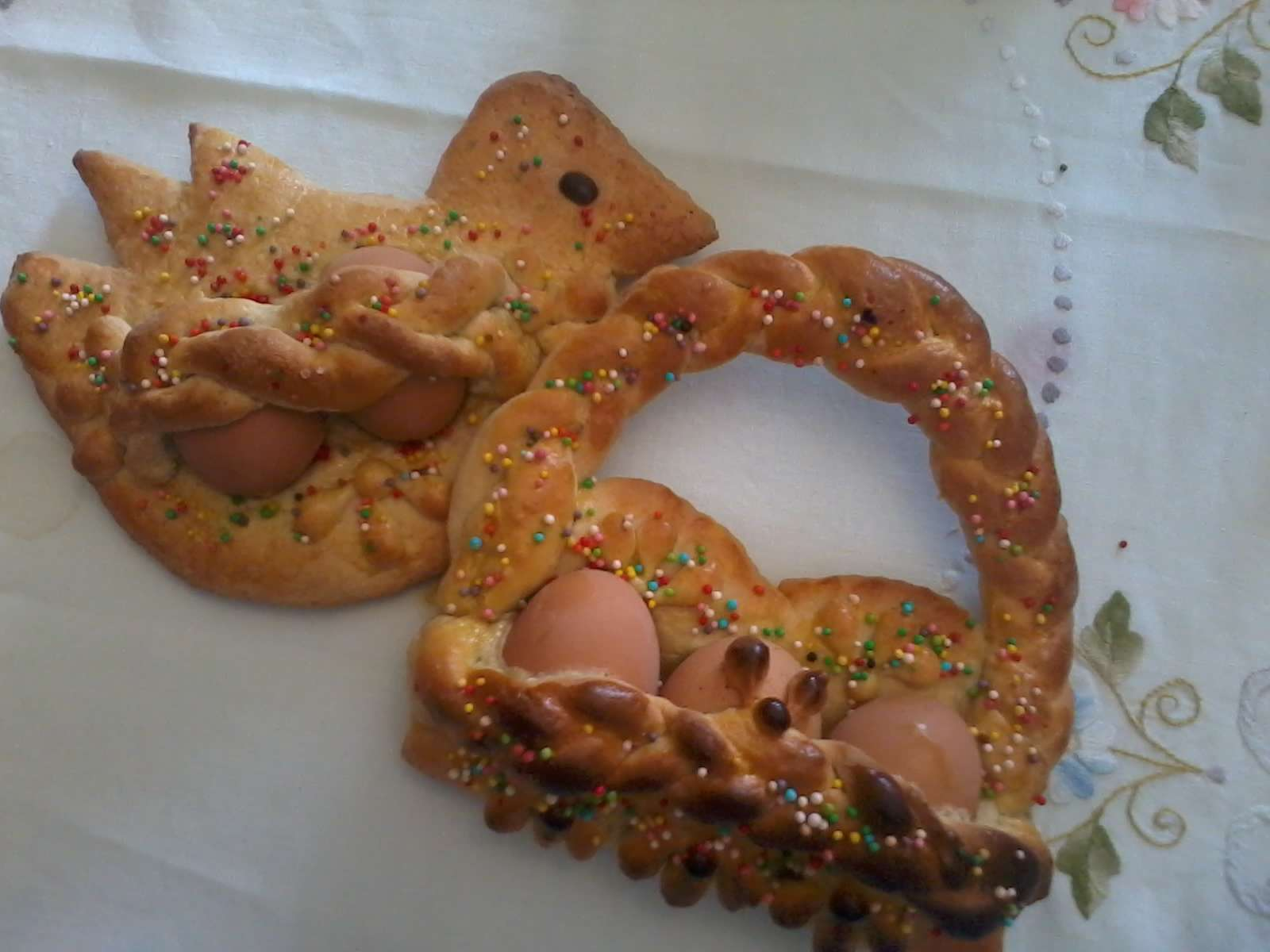
Cuddura cull'ova

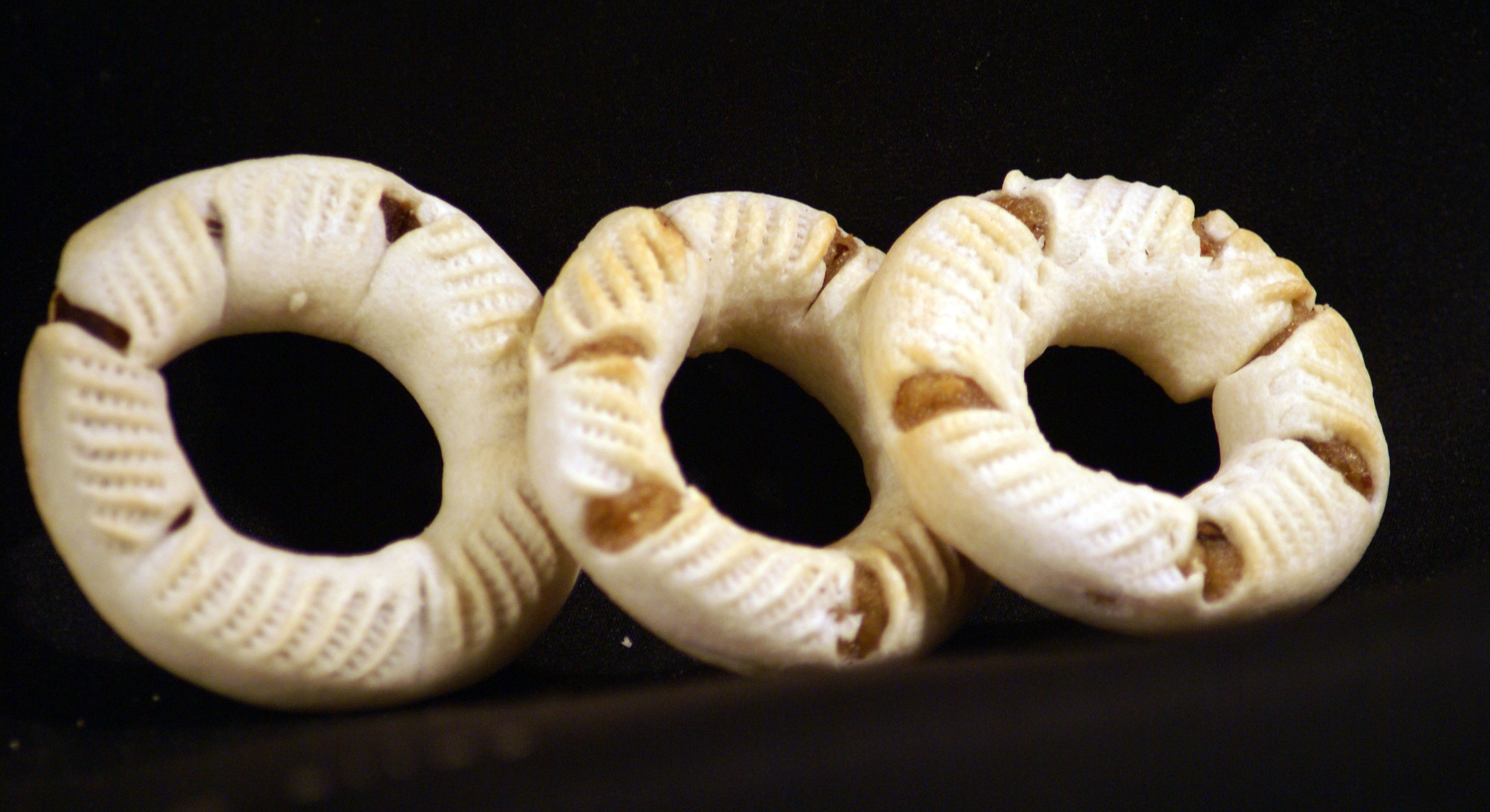
Cuddureddi sicilianos.

La cuddura  (del griego kulloura, ‘corona’) es un tipo de rosco italiano que antiguamente producían los pastores y viajeros, llevándolos consigo atados al bastón o al brazo. El mismo nombre se usa para aludir a productos de panadería, de los que el más común es la cuddura cull'ova, un pan con huevo duro similar a una mona de pascua que se toma el Lunes de Pascua. Una receta muy parecida era preparada por las muchachas para mostrarle su amor a sus novios, con forma de corazón.
El término puede definir también un dulce de Semana Santa hecho con harina típico del sur de Italia (sobre todo en Sicilia), de origen antiguo, vinculado con el uso del huevo en los oficios de Semana Santa y transmitido por la tradición campesina, considerado durante mucho tiempo el dulce de Pascua de los pobres, pero luego revalorizado por su facilidad de preparación y posibilidad de variantes. Otro dulce típico vinculado a las fiestas es el cuddureddu navideño, pequeños buñuelos de bizcochos rellenos de higos secos y almendra, ligados al dicho nun c'ha prumettiri voti ê Santi e mancu cuddureddi ê picciriddi (‘nunca hay que prometer votos a los santos ni cuddureddi a los niños’), para señalar la imposibilidad de cumplir las promesas.
En Calabria está muy extendida la cuddura col lardo, y también los cuddhuraci, análogos a la cuddura cu l'ova siciliana.
La región de Sicilia ha incluido en la lista de prodotti agroalimentari tradizionali la cuddura di san Paulu, un pan votivo preparado con ocasión de la fiesta del martirio de San Pablo (29 de junio), en la comuna de Palazzolo Acreide y decorado con figuras de serpientes que recuerdan la historia según la cual el santo era inmune a su veneno, por lo que el pan, comprando en subasta, es distribuido por los fieles entre sus familiares para darles salud y prosperidad.
Cudduruni es un alimento muy similar a la pizza pero generalmente de menor tamaño. La base está constituida por harina de trigo y agua en foema de una masa levada que se introduce al horno. El cuddurni se puede encontrar en Sicilia siendo los más importantes el Lentini y el Carlentini. Los ingredientes más habituales son la patata (Patate), la salchicha (Salsiccie) y los tomates secos (Pomodori Secchi), aunque suele llevar cebolla y todos ellos se suelen condimentar con diversos aromas.